# Lanny Flaherty
Lanny Flaherty (* 27. Juli 1942 in Mississippi; † 18. Februar 2024) war ein US-amerikanischer Schauspieler.

## Leben und Wirken
Er besuchte die University of Southern Mississippi in Hattiesburg und kam dann ins Schauspiel-Business. Neben Auftritten in rund 30 Film- und Fernsehproduktionen ab 1986, meist in kleineren Rollen, arbeitete Flaherty auch oft für das Theater.

## Filmografie (Auswahl)
- 1986: Der Equalizer (The Equalizer, Fernsehserie, Folge 2x10)
- 1988: Home at Last (Fernsehfilm)
- 1989: Winter People – Wie ein Blatt im Wind (Winter People)
- 1989: Der Ruf des Adlers (Lonesome Dove, Miniserie, 4 Folgen)
- 1989: Die Bill Cosby Show (The Cosby Show, Fernsehserie, Folge 6x08)
- 1990: Miller’s Crossing
- 1991: Die Ballade vom traurigen Café (The Ballad of the Sad Café)
- 1993: Sommersby
- 1993: Blood in, Blood out – Verschworen auf Leben und Tod (Blood In, Blood Out - Bound By Honor)
- 1994: Natural Born Killers
- 1995: Paradies, Brooklyn (Someone Else’s America)
- 1995: Waterworld
- 1995: Tom und Huck (Tom and Huck)
- 1997: Der Zauberwunsch (A Simple Wish)
- 1998: Verliebt in Sally (Home Fries)
- 1999–2000: Third Watch – Einsatz am Limit (Third Watch, Fernsehserie, 2 Folgen)
- 2000: Homicide: The Movie (Fernsehfilm)
- 2000: Maze
- 2000: Blair Witch 2 (Book of Shadows: Blair Witch 2)
- 2001, 2002: The Education of Max Bickford (Education of Max Bickford, Fernsehserie, 2 Folgen)
- 2002: Signs – Zeichen (Signs)
- 2005: The Exonerated (Fernsehfilm)
- 2009: White Collar (Fernsehserie, Folge 1x01 Agent mit Spitzbube)
- 2010: All Beauty Must Die (All Good Things)
- 2012: Men in Black 3
- 2013: Alpha House (Fernsehserie, Folge 1x06)
- 2014: Cold in July
- 2020: Little America (Fernsehserie, Folge 1x03)